# Attigere, Davanagere
Attigere là một làng thuộc tehsil Davanagere, huyện Davanagere, bang Karnataka, Ấn Độ.